# Carlos Arniches Moltó
Carlos Arniches Moltó (Madrid, 24 de septiembre de 1895-Madrid, 12 de octubre de 1958) fue un arquitecto e intelectual español de la llamada generación del 25, autor del hipódromo de La Zarzuela de Madrid junto con Martín Domínguez, obra en la que colaboró el ingeniero Eduardo Torroja. Era el mayor de los hijos del escritor Carlos Arniches Barrera.

## Biografía
Fue el mayor de los cinco hijos de Carlos Arniches Barrera y Pilar Moltó Campo-Redondo. De su padre, Carlos heredó el interés por el mundo intelectual madrileño que lo mantuvo toda su vida vinculado de manera natural al mundo creativo más intenso del Madrid del momento, sin discriminar edad o ámbito. Así, formó parte de casi todas las tertulias relevantes de la pre-guerra y después, también de la posguerra. Colaboró con profesionales y artistas de todas las disciplinas afines a la suya y se relacionó con las personalidades más creativas y punteras de la sociedad madrileña. Estudió en la Escuela de Arquitectura de Madrid (1911-1923), en la que ingresó en 1914. Obtuvo el título de arquitecto en 1923, tras haber recibido una enseñanza obsoleta, arcaica y academicista, cuyos efectos hubo de neutralizar gracias, entre otros factores, a su relación con Secundino Zuazo, con quien colaboró en varias obras y en cuyo estudio contactó y estrechó lazos con el que fue su socio (desde 1927) y amigo, Martín Domínguez. Fue este quien más tiempo permaneció vinculado al estudio de don Secundino, como el mismo Zuazo y otro de sus colaboradores, Pedro Bidagor, explicaron.

## Primeras obras
Ya en sus trabajos de estudiante asomaba el interés de Carlos Arniches por renovar algunos elementos vernáculos de la arquitectura española, interpretados à la moderna. Su proyecto para Elche realizado en la asignatura de César Cort, en el que trabajó con Fernando de la Cuadra y Fernando Salvador, lo pone claramente de manifiesto. Su primera obra, el estudio del pintor Daniel Vázquez Díaz (1923), daba una clara muestra de sus ideas. En él se combinaban la sencillez y la adaptación a las necesidades del cliente con la originalidad que destilaba la interpretación moderna de la arquitectura vernácula que empezaba desde la plaza. Aquella obra sentaba las bases de lo que él mismo daría a entender más adelante que era el "razonabilismo". Sin embargo, la relectura de la arquitectura vernácula no era ninguna novedad. Sus coetáneos modernos Pikionis, Kozma o Lino seguían líneas de investigación y práctica similares. Con ello Arniches conectaba sus inquietudes con las de las corrientes europeas y sentaba las bases del expresionismo español –véase su intervención en el café Granja El Henar, en la calle de Alcalá 40–, que iría depurando durante el resto de su vida y en el que la plaza como centro de la vida española era el mito, en contraposición al germano de la montaña.

## Plenitud profesional
Los primeros tres lustros de su vida profesional bastaron para consolidar su prestigio. Tras aquellas primeras obras, en 1927 recibió el nombramiento de arquitecto de la Junta para Ampliación de Estudios e Investigaciones Científicas (JAE) cuando estaba veraneando en el sur de Francia, cerca de San Sebastián. La carta le pedía que nombrara algún contacto de confianza en Madrid para poder enviarle los documentos que debía firmar, y que se los hiciera llegar lo antes posible. Martín Domínguez se encontraba aún en Madrid por lo que era la persona más indicada para darle la documentación cuando llegase a San Sebastián, a pasar el verano en casa de sus padres.

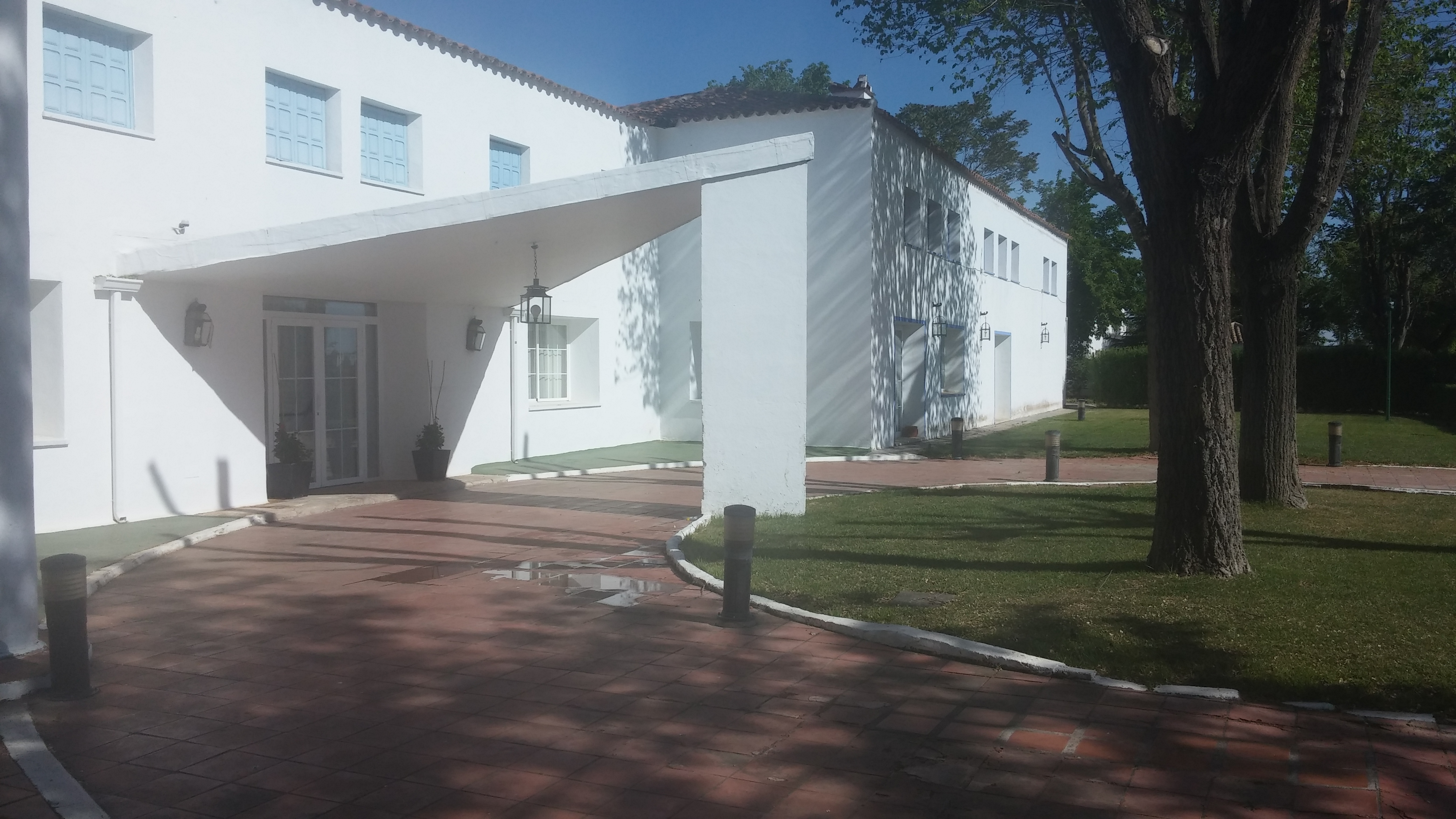
Albergue de Carretera de Manzanares (C. Real.)

Las primeras obras modernas de Arniches entre los años 1923 y 1927, algunas de ellas con Domínguez desde que este se tituló en diciembre de 1924, consistieron en reformas de viviendas, locales comerciales y cafés. En 1926 Carlos Arniches hizo una reforma que lo haría muy conocido entre los jóvenes madrileños de su edad, en el ático de Edgar Neville, que contaba con una gran terraza sobre El Retiro. El concurso para construir los Albergues de carretera para el Patronato Nacional de Turismo (1928) dio a conocer su manera de hacer en todo el país, confirmando la línea arquitectónica siempre defendida por Arniches, depurada y refinada a lo largo de su vida. El encargo fue el resultado del concurso que había convocado el Patronato Nacional de Turismo en 1928, y cuyo primer premio ganaron Arniches y Domínguez. Según la convocatoria, los albergues iniciales eran los de Almazán, Aranda de Duero, Benicarló, Medinaceli, Bailén, Antequera, Puerto Lumbreras, Quintanar de la Orden, Manzanares, Motril, Triste, La Bañeza y Puebla de Sanabria. Sin embargo, el de Motril, en Granada, se cayó de la lista inicial y nunca llegó a considerarse su construcción. El de Triste, en el Pirineo oscense, llegó a ser construido, pero estuvo poco tiempo en uso, quizá por la preferencia de uso de otras carreteras -la carretera Zaragoza-Jaca-Canfranc-Pau se pensó como punto preferente y más directo desde Madrid para cruzar la frontera de los Pirineos aragoneses; sin embargo, la relativa cercanía del de Irún, más cómodo y fácil, sin inclemencias como las que complicaban el paso de Canfranc en invierno, probablemente relegó este a un segundo plano e hizo el albergue de Triste poco rentable-. Los de Aranda de Duero y Almazán fueron utilizados durante la Guerra Civil como cuartel de oficiales. Aunque todavía se conservan, solo el de Medinaceli se encuentra en estado aceptable. Los demás desaparecieron, están faltos de mantenimiento o fueron desfigurados casi por completo al convertirlos en paradores. Este fue el caso del de Manzanares, Ciudad Real. Con ello, los albergues perdieron su esencia moderna original, el razonabilismo característico de Arniches y Domínguez que los distinguía de sus colegas y amigos de la heterogénea generación del 25.
El refinamiento y la pureza de líneas marcaron el trabajo en solitario de Arniches para la Junta para Ampliación de Estudios (1927-1939), de la que fue arquitecto desde 1927 hasta que esta se disolvió tras la Guerra. En ese puesto, además de ocuparse del mantenimiento y de las obras menores de todos los edificios, realizó el proyecto y la dirección de las obras de construcción de las instalaciones deportivas más punteras y varios de los edificios nuevos. Destacan entre ellos el Sección Preparatoria del Instituto Escuela (1930-1933), el Auditorium de la JAE (1931, con salas de conferencias y biblioteca), el Pabellón de Párvulos del Instituto Escuela (1935) y la Fundación Nacional (1936). Todos ellos pertenecían a la JAE, como el Nuevo Pabellón de la Residencia de Señoritas Estudiantes (1934), que fue un encargo directo y personal de María de Maeztu, directora de la Residencia de Señoritas Estudiantes, la cual lo financió de su propio peculio. En estas obras, en ocasiones con medios muy escasos, la arquitectura de Carlos Arniches alcanzó la máxima expresividad por medio de una técnica y realización impecables. 

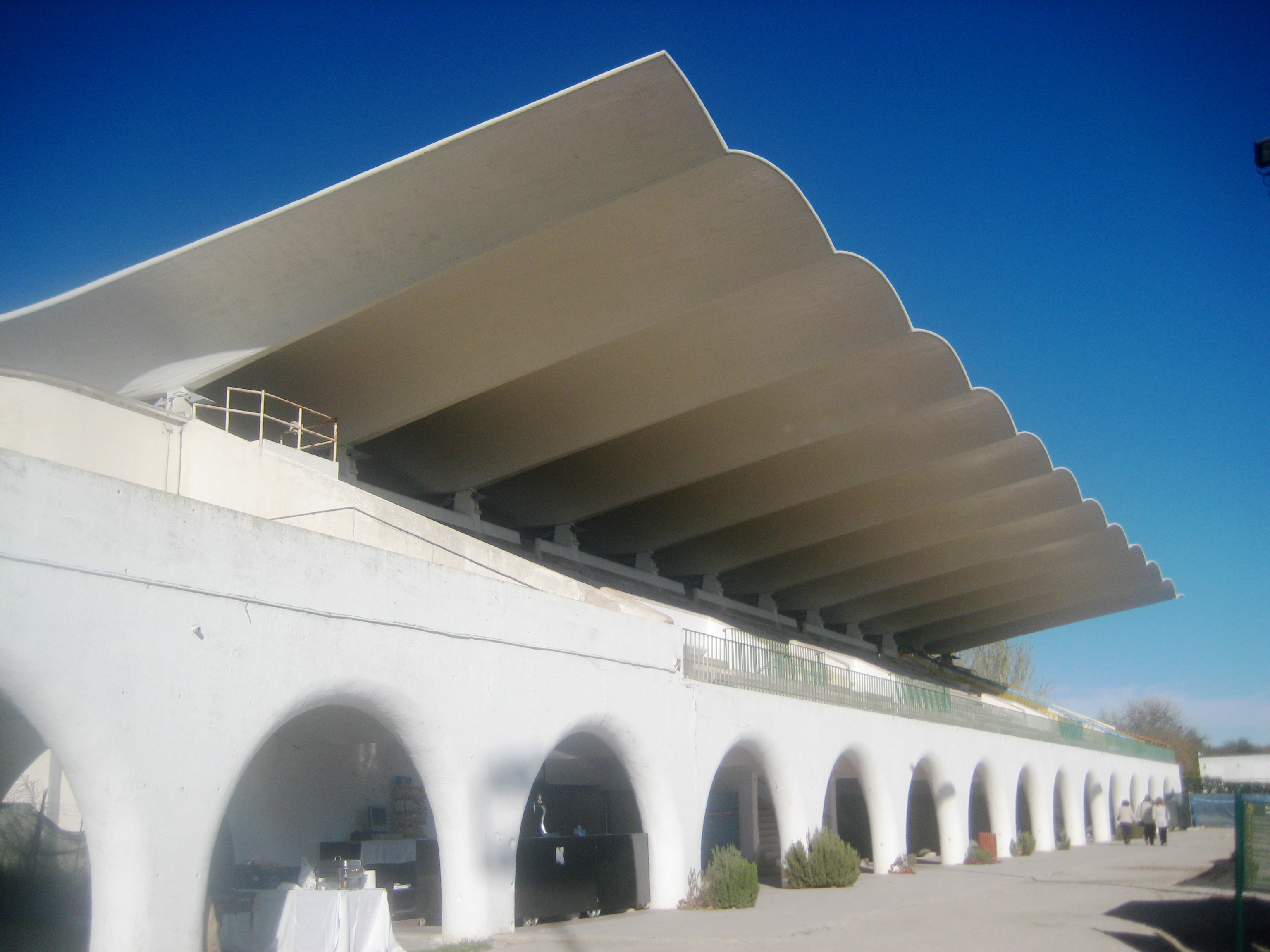

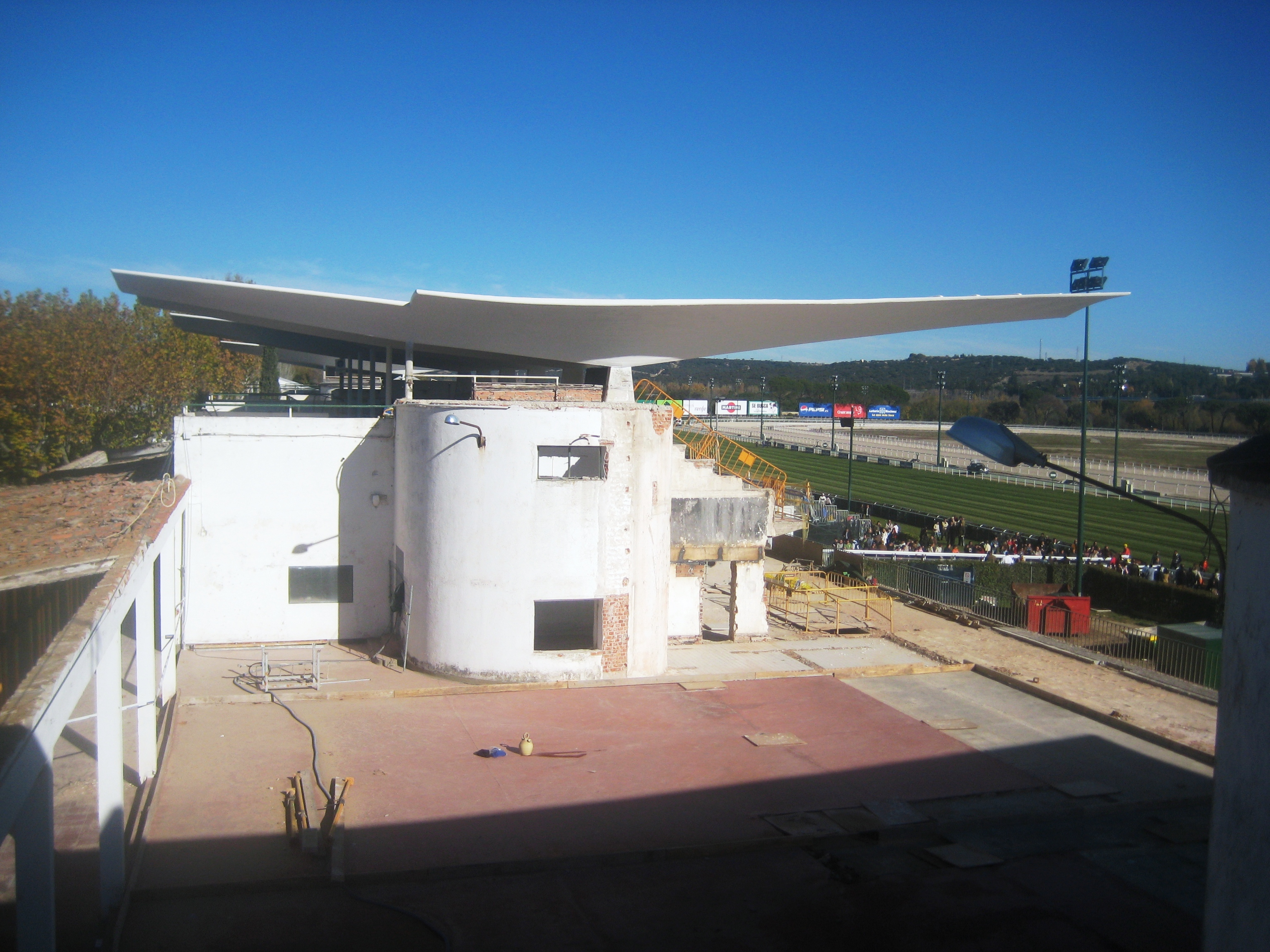
Dos vistas de las tribunas del Hipódromo de la Zarzuela.

Su consolidación como joven arquitecto moderno llegó al ganar, con su socio, el Concurso de Anteproyectos del Nuevo Hipódromo de Madrid, convocado en 1934, y como resultado del cual recibieron el encargo de realizar el Hipódromo de La Zarzuela, obra en la que colaboró Eduardo Torroja. El proyecto presentado conciliaba deporte con espectáculo, utilizando el viejo tema de la plaza como punto de partida. 
Durante la Guerra Civil (1936-1939) es destinado a cavar trincheras en el Batallón de Fortificaciones de Somosierra. Al terminar la Guerra, se negó a exiliarse con el resto de su familia porque en España estaban sus raíces y el gran amor de su vida, Meni, con la que quería casarse. A cambio, se vio obligado a afrontar la dura depuración profesional a la que le llevaron sus propios compañeros. Solo el apoyo de algunos colegas y amigos le permitió rehacerse. Nunca le faltaron clientes gracias a su prestigio y su actividad continuó, aunque en los primeros años de la postguerra sus obras tenían que ir firmadas por otros. Sin embargo, ello no le impidió llevar a cabo obras de la envergadura del Centro de Estudios del Tabaco, en Sevilla (1944) o participar en la relanzada colonización agraria de la Dictadura, en cuyo marco realizó dos pueblos que figuran entre sus obras tardías: Gévora (Badajoz) y Algallarín (Córdoba). Todas ellas fueron obras de peso en el conjunto de su obra de posguerra, con las que hacía patente la coherencia del conjunto de su producción. A estas, reforzando la continuidad de principios arquitectónicos que mantuvo a lo largo de toda su vida, se sumaron un buen número de encargos privados de reformas, viviendas unifamiliares y casas de campo. Entre ellas se cuentan obras tan significativas como "El Pinarillo" (El Escorial, Madrid), proyectada inicialmente por Pedro Muguruza; "Valdepajares de Tajo" (Peraleda de la Mata, Cáceres); "El Huerto de Santa Isabel" (Meco, Madrid) o su propia casa de fin de semana en El Escorial, entre otras. 
En esta última etapa de su vida se relacionó con numerosos arquitectos jóvenes que solían acercarse a él por su carácter afable, su proverbial simpatía y sentido del humor y su cercanía. Con algunos de ellos, como Carlos de Miguel, José Luis Fernández del Amo o Fernando Chueca Goitia, llegó a mantener una estrecha relación. Esto, y el peso de su obra, explica la transferencia de principios arquitectónicos entre ambas generaciones y el papel clave que tuvo Carlos Arniches como punto de partida y piedra angular del Movimiento Moderno español.

## "La Arquitectura y la Vida"
Entre las aportaciones más interesantes de Arniches están los artículos que, junto con su socio Domínguez, escribió en el periódico El Sol. Se trataba de una sección que se publicaba con periodicidad irregular en el diario vespertino español de mayor tirada. A diferencia de las publicaciones profesionales, esta pretendía poner la arquitectura al alcance general. Tal como la entendían sus autores, Arniches y Domínguez, su misión era mejorar la vida de los ciudadanos. Como arquitectos que estaban dispuestos a colaborar en la modernización del país, pretendían informar al público de lo que podían aportar para beneficio general. Su firma, «Arniches y Domínguez», se convirtió en el apodo de la sección y los popularizó. 
Su labor técnico-pedagógica, que primaba sobre la literaria, dirigida a lectores que pertenecían a los sectores modernos, explica el lenguaje llano que empleaban, conscientes de que se dirigían a su propia generación. Solo en los últimos momentos incluyeron algún artículo sobre temas candentes del mundo arquitectónico especializado. 
De estos textos se deduce el pensamiento arquitectónico de estos dos jóvenes vanguardistas de la «Generación del 25», precursores del Movimiento Moderno español. 
Los artículos son coherentes con las obras que realizaron hasta el estallido de la Guerra Civil y, en el caso de Carlos Arniches, hasta su muerte en 1958. Tanto las obras conjuntas de ambos como las que hicieron en solitario, aportan ejemplos y detalles suficientes para definir la personalidad arquitectónica de cada uno y su idea de la modernidad, e incluso para determinar la aportación de cada uno. Esto permite recomponer la línea arquitectónica personal y establecer el respeto de cada uno por sus propias ideas y la coherencia con la que cada cual mantuvo los presupuestos que decía defender. 
La relevancia de esta colaboración con el periódico El Sol reside, por un lado, en la aportación que su propio testimonio supone para la comprensión de la obra de estos arquitectos y en los datos que proporciona para ponerla en contexto y comprender cómo se desarrolló a lo largo de la vida de ambos. Y por otro lado, «La Arquitectura y la Vida» permite entender mejor no ya a estos dos personajes esenciales de nuestra arquitectura contemporánea, sino al conjunto de los arquitectos de la «Generación del 25» que, como afirmó el crítico británico William J. R. Curtis refiriéndose al savoir faire español, se ha caracterizado a lo largo de todo el siglo XX mucho más por hacer que por decir. 

## Obras principales en solitario
- Estudio del pintor Daniel Vázquez Díaz, Madrid, 1924 (desaparecido)
- Café Granja "El Henar", Madrid, 1926 (desaparecido)
- Laboratorio de Química de la Residencia de Señoritas Estudiantes, Madrid, 1927 (desaparecido)
- Piscina cubierta para la Residencia de Estudiantes, Madrid, 1930 (desaparecida)
- Frontón de la Residencia de Estudiantes, Madrid, 1930 (desaparecido)
- Sección Preparatoria del Instituto Escuela, Madrid (actual IES Ramiro de Maeztu), 1930 (muy modificado)
- Auditorium y biblioteca de la Residencia de Estudiantes, Madrid, 1931 (desaparecido; se conserva el patio interior)
- Farmacia en El Escorial, Madrid, 1931 (desaparecida)
- Residencia de Señoritas Estudiantes (actual Fundación José Ortega y Gasset), Madrid, 1932
- Pabellón de párvulos del Instituto Escuela (actual Colegio Ramiro de Maeztu), Madrid, 1934 (muy modificado)
- Fundación Nacional para Investigaciones Científicas e Instituto de Estudios Internacionales y Económicos, Madrid, 1935-36 (no finalizada)
- Vivienda "El Pinarillo", El Escorial, Madrid, 1942 (proyecto y comienzo de la obra, de P. Muguruza)
- Farmacia en la calle Goya, Madrid, 1943 (desaparecida)
- Reforma del Real Coliseo de Carlos III, El Escorial, Madrid, 1943
- Vivienda unifamiliar "Los Jazmines", Las Rotas (Denia, Alicante), 1943
- Café "La Elipa", Madrid, 1944 (desaparecido)
- Centro de Estudios del Tabaco, Sevilla, 1944 (transformado)
- Casas Peiró y de Diego, El Escorial, Madrid, 1944
- Café Zahara, Madrid,1945 (desaparecido)
- Casa de campo en Torrelodones, Madrid, 1946
- Vivienda en Igueldo, San Sebastián, 1947 (desaparecida)
- Casa en la "Ciudad Ducal", Ávila, 1948 (desaparecida)
- Reforma del Café Gijón, Madrid, 1948
- Casa de fin de semana en El Escorial, 1949
- Acceso y vallado de "La Marca", Játiva, Valencia,1949 (desaparecida)
- Reforma del Palacio Longoria (sede de la SGAE), Madrid, 1950
- Vivienda "Huerta de Santa Isabel", Meco, Madrid, 1951 (desaparecida)
- Casa de campo "Valdepajares de Tajo", Peraleda de la Mata, Cáceres, 1952 (desaparecida)
- Algallarín, Córdoba, 1953
- Gévora, Badajoz, 1954

## Obras más destacadas en colaboración con M. Domínguez
- Camisería "Regent", Madrid, 1927 (desaparecida)
- Albergues de carretera, doce localidades españolas, 1928-1935 (desaparecidos o transformados para convertirlos en paradores; solo se conserva el de Medinaceli)
- Hotel Municipal en Córdoba (proyecto), 1928 (no construido)
- Vivienda “La Alamiriya”, Córdoba, 1930 (desaparecida)
- Café Zahara, Madrid,1930 (con Secundino Zuazo) (desaparecido)
- Estación de enlaces de los Nuevos Ministerios, Madrid, 1934 (con Secundino Zuazo) (muy transformada)
- Café Granja "El Henar", Madrid, 1935 (desaparecido)
- Hipódromo de La Zarzuela, Madrid, 1935 (muy transformado)